# Annicéris de Cyrène
Annicéris de Cyrène est un ami de Platon.

## Notice historique
Il reconnut Platon lors d'une vente, et le racheta, lorsqu'il fut vendu comme esclave par Denys le tyran.